# Треффор
Треффор (фр. Treffort) — коммуна во Франции, находится в регионе Рона — Альпы. Департамент коммуны — Изер. Входит в состав кантона Матезин-Триев. Округ коммуны — Гренобль.
Код INSEE коммуны — 38513. Население коммуны на 1999 год составляло 129 человек. Населённый пункт находится на высоте от 486  до 1 070  метров над уровнем моря. Муниципалитет расположен на расстоянии около 510 км юго-восточнее Парижа, 115 км юго-восточнее Лиона, 31 км южнее Гренобля. Мэр коммуны — Jean-Luc Granier, мандат действует на протяжении 2006—2008 гг.
Динамика населения (INSEE):